# NASCAR Kart Racing
NASCAR Kart Racing é um jogo de video game exclusivo para o Wii, com data de lançamento em 10 de fevereiro de 2009. O jogo disponibiliza 14 motoristas reais da NASCAR e 10 motoristas fictícios.

## Motoristas
- NASCAR
  - Jimmie Johnson
  - Jeff Burton
  - Carl Edwards
  - Jeff Gordon
  - Tony Stewart
  - Dale Earnhardt Jr.
  - Kyle Busch
  - Kevin Harvick
  - Denny Hamlin
  - Matt Kenseth
  - Kasey Kahne
  - Elliott Sadler
- Outros
  - Billy Backfire
  - Bobby Backfire
  - Kelly Kates
  - Linda Leadbetter
  - Maurice L'Eclair
  - "Shakes" McDaniel
  - "Thriller" Tadwell
  - Monica Torres
  - Luke Trigger
  - Terri Winsome

## Pistas
- Beltway Battle
- Bristol Motor Speedway
- Cactus Pass
- Daytona International Speedway
- Dinosaur Canyon
- Dover International Speedway
- Junkyard
- Patriot Park
- Race Oil Harbor
- Red Clay Run
- Riverside
- Talladega Superspeedway